# In-hyeon wanghu-ui namja
In-hyeon wanghu-ui namja (hangeul: 인현왕후의 남자, lett. L'uomo della regina In-hyeon; titolo internazionale Queen In-hyun's Man, conosciuta anche come The Queen and I) è una serie televisiva sudcoreana trasmessa su tvN dal 18 aprile al 7 giugno 2012.
Nel 2015 è stato realizzato un remake cinese intitolato Xiang'ai chuansuo qiannian, con Zheng Shuang e Jing Boran.

## Trama
Joseon, 1694: Kim Boong-do, uno studioso di nobili origini e unico sopravvissuto della sua famiglia, sterminata in un massacro, sostiene la reintegrazione della regina In-hyeon, deposta e sostituita dalla concubina cospiratrice Jang. Durante un attentato alla sua vita, Boong-do, grazie a un talismano di protezione donatogli dalla gisaeng Yoon-wol, finisce a Seul, nel 2012, dove incontra Choi Hee-jin, un'attrice alle prime armi che ha appena ottenuto il ruolo della regina In-hyeon nel drama La nuova concubina Jang. Mentre Boong-do, grazie al talismano, viaggia avanti e indietro nel tempo per sventare i complotti del ministro Min Ahm, lui e Hee-jin, unica a conoscenza della sua identità, si innamorano.

## Personaggi

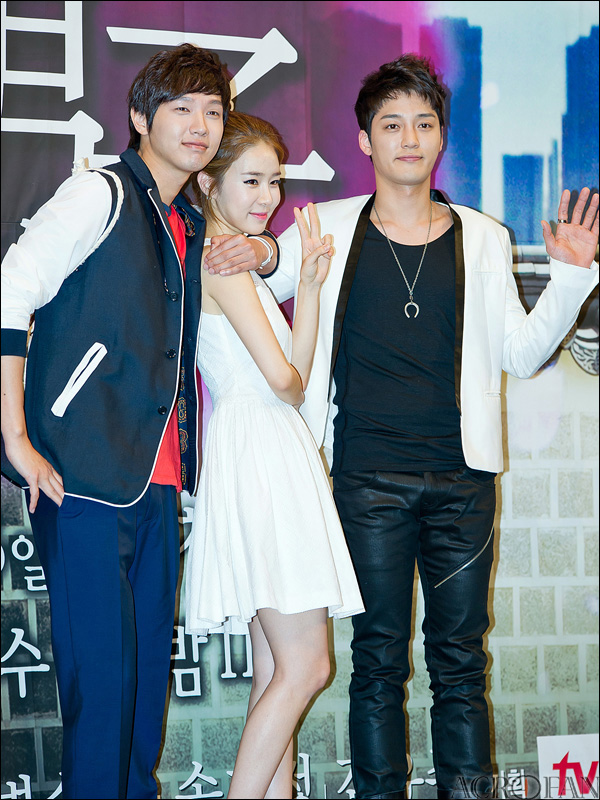
Il cast principale alla conferenza stampa. Da sinistra: Ji Hyun-woo, Yoo In-na e Kim Jin-woo.

- Kim Boong-do, interpretato da Ji Hyun-woo
Intelligente studioso vissuto a Joseon e fidato uomo del re, fa parte della fazione che sostiene la regina In-hyeon.
- Choi Hee-jin, interpretata da Yoo In-na
Solare e determinata, è un'attrice al suo primo ruolo importante.
- Han Dong-min, interpretato da Kim Jin-woo
Attore di successo, infantile e presuntuoso, ed ex fidanzato di Hee-jin, nel drama La nuova concubina Jang interpreta re Sukjong.
- Jo Soo-kyung, interpretata da Ga Deuk-hee
Manager, migliore amica e coinquilina di Hee-jin.
- Yoon-wol, interpretata da Jin Ye-sol
Un tempo serva della defunta moglie di Kim Boong-do, del quale è innamorata, ora fa la gisaeng.
- Min Ahm, interpretato da Uhm Hyo-seop
Ministro che trama per uccidere la regina In-hyeon.
- Ja-soo, interpretato da Lee Kwan-hoon
Soldato al servizio di Min Ahm.
- Han-dong, interpretato da Ji Nam-hyuk
Servo di Kim Boong-do.
- Yoon Na-jung, interpretata da Park Young-rin
Attrice altezzosa che nel drama La nuova concubina Jang interpreta la concubina Jang.
- Chun-soo, interpretato da Jo Dal-hwan
Manager di Han Dong-min.
- Re Sukjong, interpretato da Seo Woo-jin
- Regina In-hyeon, interpretata da Kim Hae-in
- Concubina Jang, interpretata da Choi Woo-ri
- Eunuco Hong, interpretato da Kim Won-hae
Eunuco che complotta insieme a Min Ahm.

## Colonna sonora
1. Queen In-hyun's man - Title (인현왕후의 남자 - Title)
2. Same Sky, Different Time (같은 하늘 다른 시간에) – Joo Hee degli 8Eight
3. Just Once (꼭 한번) – Young Jae
4. You Came (그대가 왔죠) – Kim So-jung
5. I'm Going to Meet You (지금 만나러 갑니다) – Deok Hwan
6. Leap Through Time (시간을 넘어)
7. Same Sky, Different Time (strumentale)
8. Just Once (strumentale)
9. My Man, Kim Boong-do (내 남자, 김붕도)

## Riconoscimenti
| Anno | Premio           | Categoria              | Ricevente | Risultato       |
| ---- | ---------------- | ---------------------- | --------- | --------------- |
| 2012 | APAN Star Awards | Premio stella nascente | Yoo In-na | Vincitore/trice |

## Distribuzioni internazionali
| Paese      | Canale/i            | Prima TV                       | Titolo adottato                                 |
| ---------- | ------------------- | ------------------------------ | ----------------------------------------------- |
| Giappone   | Mnet                | 20 agosto 2012-?               | イニョン王妃の男 (L'uomo della regina In-hyeon) |
| Singapore  | Mediacorp Channel U | 21 ottobre-23 dicembre 2012    | 仁显王后的男人 (L'uomo della regina In-hyeon)   |
| Taiwan     | ETTV                | 6 dicembre-28 dicembre 2012    | 仁顯皇后的男人 (L'uomo della regina In-hyeon)   |
| Malaysia   | 8TV                 | 29 dicembre 2012-23 marzo 2013 | 仁显王后的男人 (L'uomo della regina In-hyeon)   |
| Hong Kong  | Now 101             | 22 marzo-12 aprile 2013        | 仁顯王后的男人 (L'uomo della regina In-hyeon)   |
| Filippine  | GMA Network         | 29 aprile-20 giugno 2013       | Queen and I (Io e la regina)                    |
| Mongolia   | Educational TV      | 16 ottobre-31 ottobre 2013     |                                                 |
| Thailandia | Channel M           | 3 febbraio-27 febbraio 2014    | 仁顯王后的男人 (L'uomo della regina In-hyeon)   |